# Realtime Associates
Realtime Associates är en amerikansk datorspelutvecklare och utgivare. Företaget grundades 1986 av David Warhol och en grupp av ex-Mattel Electronics-anställda som ursprungligen skapade spel för Intellivision-systemet. Sedan dess har företaget utvecklat och publicerat över 90 spel för olika system, inklusive PlayStation 2, Xbox, Nintendo GameCube, Sega Saturn, PlayStation, Nintendo 64, Super NES, Sega Mega Drive, Pico, Nintendo Entertainment System, TurboGrafx-16, Game Boy, Game Gear, Game Boy Color, och PC och Macintosh-plattformar